# Campionati mondiali di short track 2006
La XXVI edizione dei Campionati mondiali di short track (World Short Track Speed Skating Championships), ufficialmente organizzati con tale denominazione dalla International Skating Union (Federazione internazionale di pattinaggio su ghiaccio), si è tenuta dal 29 al 31 marzo del 2006 a Minneapolis nello stato del Minnesota negli Stati Uniti d'America.

## Partecipanti per nazione
La lista dei partecipanti era composta da 126 atleti da 27 distinte nazioni, di cui 58 donne e 68 uomini.
| Australia (0/1) Belgio (0/2) Bulgaria (1/2) Cina (5/5) Taipei cinese (0/1) Germania (5/5) Francia (5/0) | Gran Bretagna (2/5) Israele (2/2) Italia (5/5) Giappone (5/5) Canada (5/5) Kazakistan (1/2) Lettonia (0/1) | Nuova Zelanda (1/2) Paesi Bassi (2/2) Austria (1/1) Polonia (2/2) Romania (1/0) Russia (2/2) Svizzera (0/2) | Slovacchia (0/2) Corea del Sud (5/5) Rep. Ceca (1/0) Ucraina (0/2) Ungheria (2/2) Stati Uniti (5/5) |

## Podi
*

### Donne
| Evento               | Oro                                                 | Tempo     | Argento                                                         | Tempo    | Bronzo                                                    | Tempo    |
| Classifica Generale* | Jin Sun-yu Corea del Sud                            | 102 punti | Wang Meng Cina                                                  | 97 punti | Kalyna Roberge Canada                                     | 34 punti |
| 500 m                | Wang Meng Cina                                      | 44.006    | Fu Tian Yu Cina                                                 | 44.070   | Kalyna Roberge Canada                                     | 44.116   |
| 1000 m               | Jin Sun-yu Corea del Sud                            | 1:32.767  | Wang Meng Cina                                                  | 1:32.874 | Kalyna Roberge Canada                                     | 1:33.204 |
| 1500 m               | Jin Sun-yu Corea del Sud                            | 2:21.948  | Wang Meng Cina                                                  | 2:22.027 | Choi Eun-kyung Corea del Sud                              | 2:22.152 |
| 3000 m               | Jin Sun-yu Corea del Sud                            | 5:33.694  | Wang Meng Cina                                                  | 5:34.522 | Allison Baver Stati Uniti                                 | 5:34.864 |
| Staffetta 3000 m     | Cina Wang Meng Fu Tian Yu Cheng Xiao Lei Zhu Mi Lei | 4:17.194  | Canada Kalyna Roberge Amanda Overland Tania Vicent Alanna Kraus | 4:17.335 | Italia Katia Zini Mara Zini Marta Capurso Arianna Fontana | 4:18.834 |

### Uomini
| Evento               | Oro                                                                                | Tempo    | Argento                                   | Tempo    | Bronzo                                                               | Tempo    |
| Classifica Generale* | Ahn Hyun-soo Corea del Sud                                                         | 68 punti | Lee Ho-suk Corea del Sud                  | 60 punti | François-Louis Tremblay Canada                                       | 55 punti |
| 500 m                | François-Louis Tremblay Canada                                                     | 41.439   | Li Haonan Cina                            | 41.639   | Lee Ho-suk Corea del Sud                                             | 41.737   |
| 1000 m               | Ahn Hyun-soo Corea del Sud                                                         | 1:27.631 | Lee Ho-suk Corea del Sud                  | 1:27.864 | Charles Hamelin Canada                                               | 1:28.028 |
| 1500 m               | Ahn Hyun-soo Corea del Sud                                                         | 2:20.572 | Lee Ho-suk Corea del Sud                  | 2:20.581 | Oh Se-jong Corea del Sud                                             | 2:20.842 |
| 3000 m               | Charles Hamelin Canada                                                             | 5:28.105 | François-Louis Tremblay Canada            | 5:29.188 | Oh Se-jong Corea del Sud                                             | 5:29.735 |
| Staffetta 5000 m     | Canada François-Louis Tremblay Charles Hamelin Mathieu Turcotte Jonathan Guilmette | 6:49.282 | Cina Li Ye Li Haonan Sui Bao Ku Cui Liang | 6:50.332 | Stati Uniti Alex Izykowski Anthony Lobello J. P. Kepka Jordan Malone | 6:51.703 |

## Medagliere
| Pos. | Paese         | Oro | Argento | Bronzo | Totale |
| ---- | ------------- | --- | ------- | ------ | ------ |
| 1    | Corea del Sud | 7   | 3       | 4      | 14     |
| 2    | Canada        | 3   | 2       | 5      | 10     |
| 3    | Cina          | 2   | 7       | 0      | 9      |
| 4    | Stati Uniti   | 0   | 0       | 2      | 2      |
| 5    | Italia        | 0   | 0       | 1      | 1      |